# Маатхорнефрура
Маатхорнефрура, Маатнефрура («Зрящая красоту Солнца», то есть фараона) — хеттская принцесса, старшая дочь Хаттусили III, ставшая женой фараона Рамсеса II.

## Биография

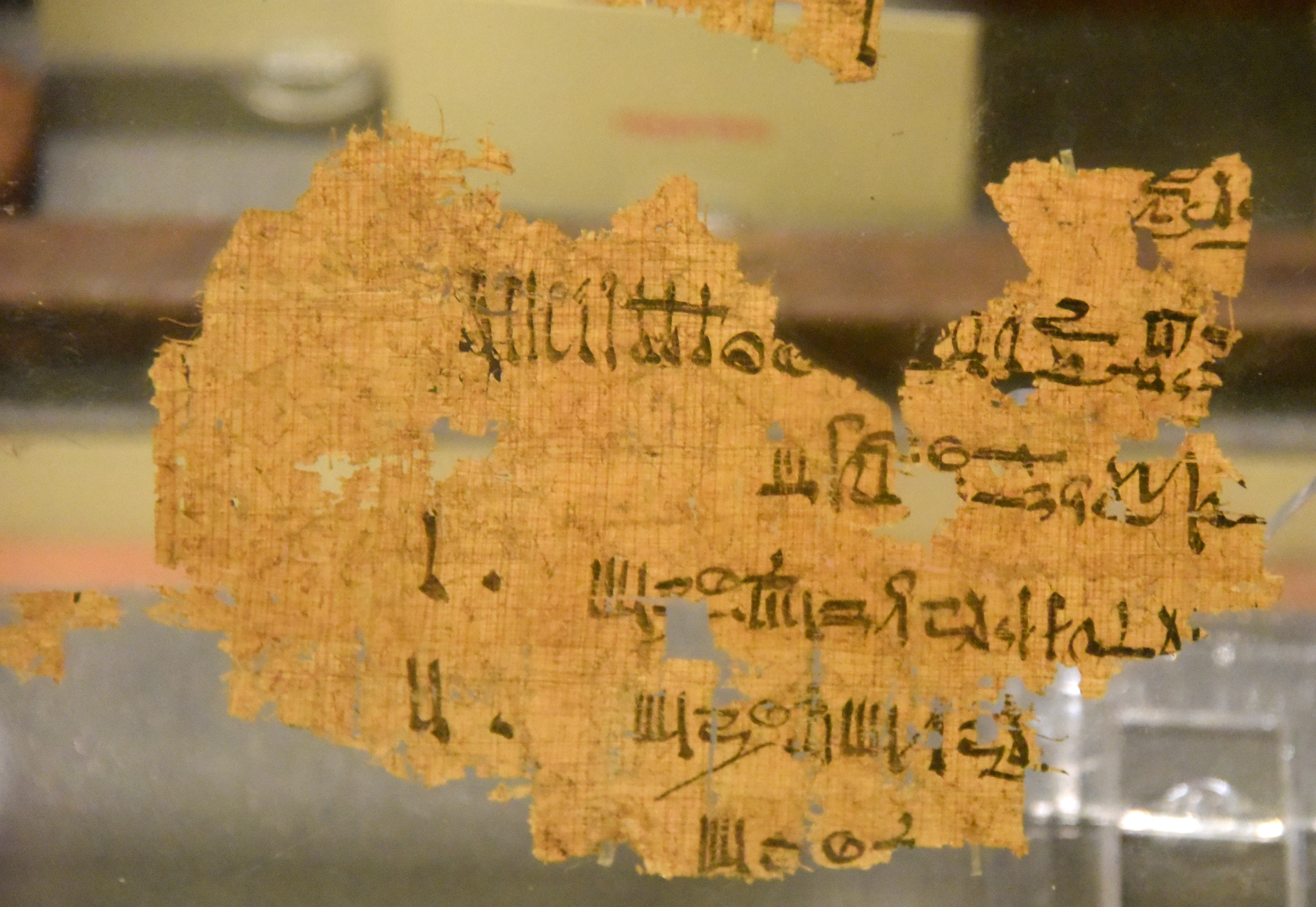
Фрагмент папируса из Гуроба, на котором упоминается имя Маатхорнефруры. Музей Питри в Лондоне.

Маатхорнефрура приходилась дочерью хеттского правителя Хаттусили III и его жены царицы Пудухепы. Её братом был наследный принц Нериккаили и следующий хеттский царь Тудхалия IV.
Её хеттское имя неизвестно. Под новым египетским именем Маатхорнефруры царевна стала женой египетского фараона Рамсеса Великого. Акт дипломатического брака закреплял подписанный годами ранее мирный договор между государствами. В конце 1246 года до н. э. принцесса выехала из Хаттусы в сопровождении матери и караванов приданого: золото, серебро, бронза, скот, овцы и рабы. На границе их встретили люди фараона, чтобы сопровождать принцессу через Ханаан в Египет. Она прибыла в Пер-Рамсес в феврале 1245 года. Дочь фараона Рамсеса II Небеттави исполняла придворные обязанности Великой царицы во время заключения на 33 год его правления дипломатического брака Рамсеса и Маатхорнефруры. Царевна стала не одной из второстепенных жён царя, как это обычно случалось с иностранками при египетском дворе, а «великой» супругой фараона.
По одной версии, Маатхорнефрура жила в гареме Mer-wer (современный Гуроб), по другой — родила фараону ребёнка и вскорости умерла.
Вторая дочь Хаттусили III также стала женой Рамсеса II.
Во второй половине I тысячелетия до н. э. брак Маатхорнеферуры с фараоном породил сказку, записанную на Стеле Бентреш. В ней говорится о дочери принца земли Бахтат (Бактрия), которая исцелилась благодаря отправленной ей из Египта статуе Хонсу.